# Schlosskirche Lindenau (Oberlausitz)

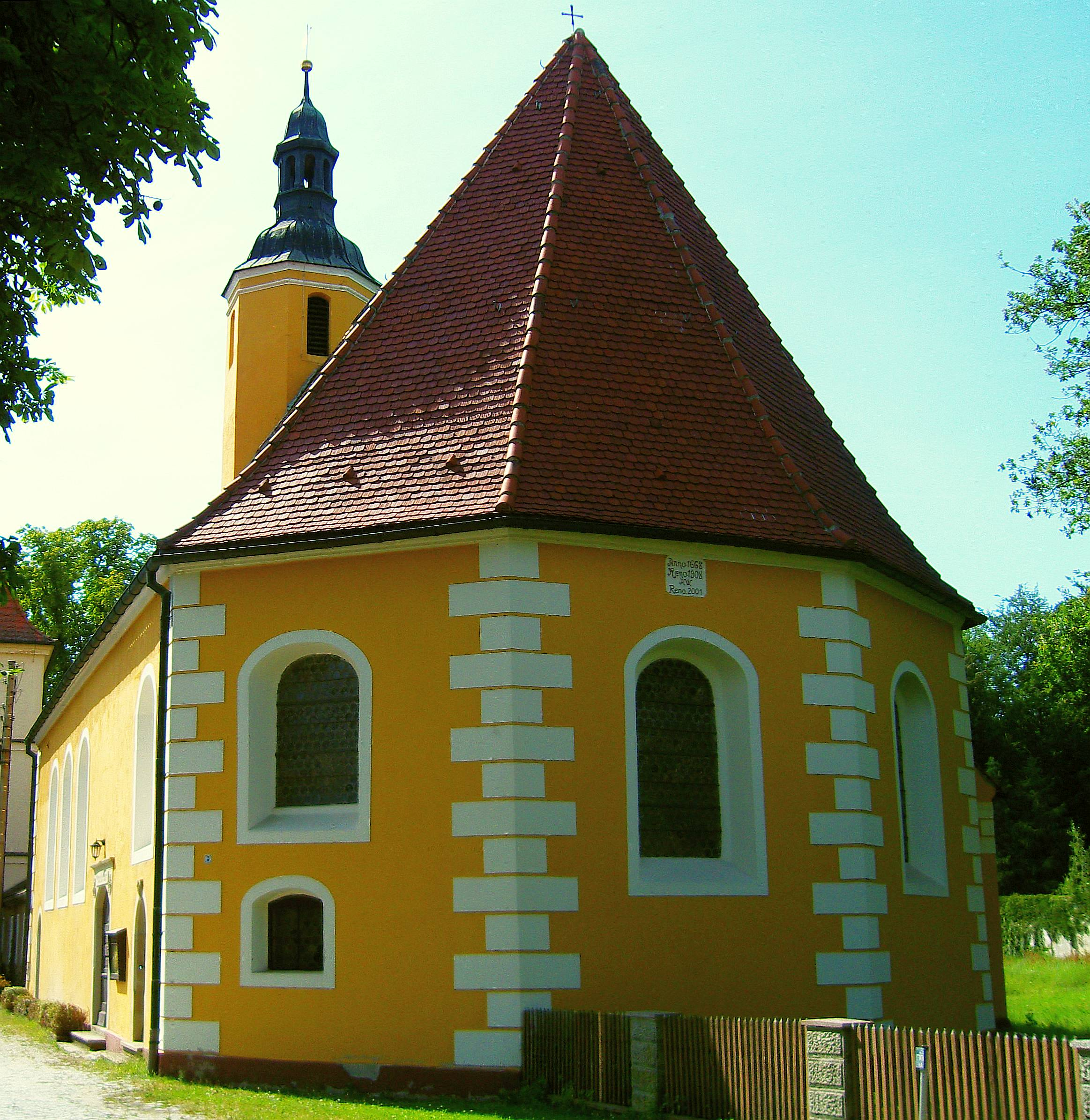
Schlosskirche Lindenau

Die evangelisch-lutherische Schlosskirche Lindenau ist ein denkmalgeschütztes Kirchengebäude in der Gemeinde Lindenau im südbrandenburgischen Landkreis Oberspreewald-Lausitz.
Hier ist das in seiner heutigen Form weitgehend im 17. Jahrhundert entstandene Bauwerk im Bereich des örtlichen Schlosses östlich des ebenfalls unter Denkmalschutz stehenden Torhauses zu finden, womit sie die westlichste Kirche auf dem Gebiet der Oberlausitz ist.

## Baubeschreibung und -geschichte

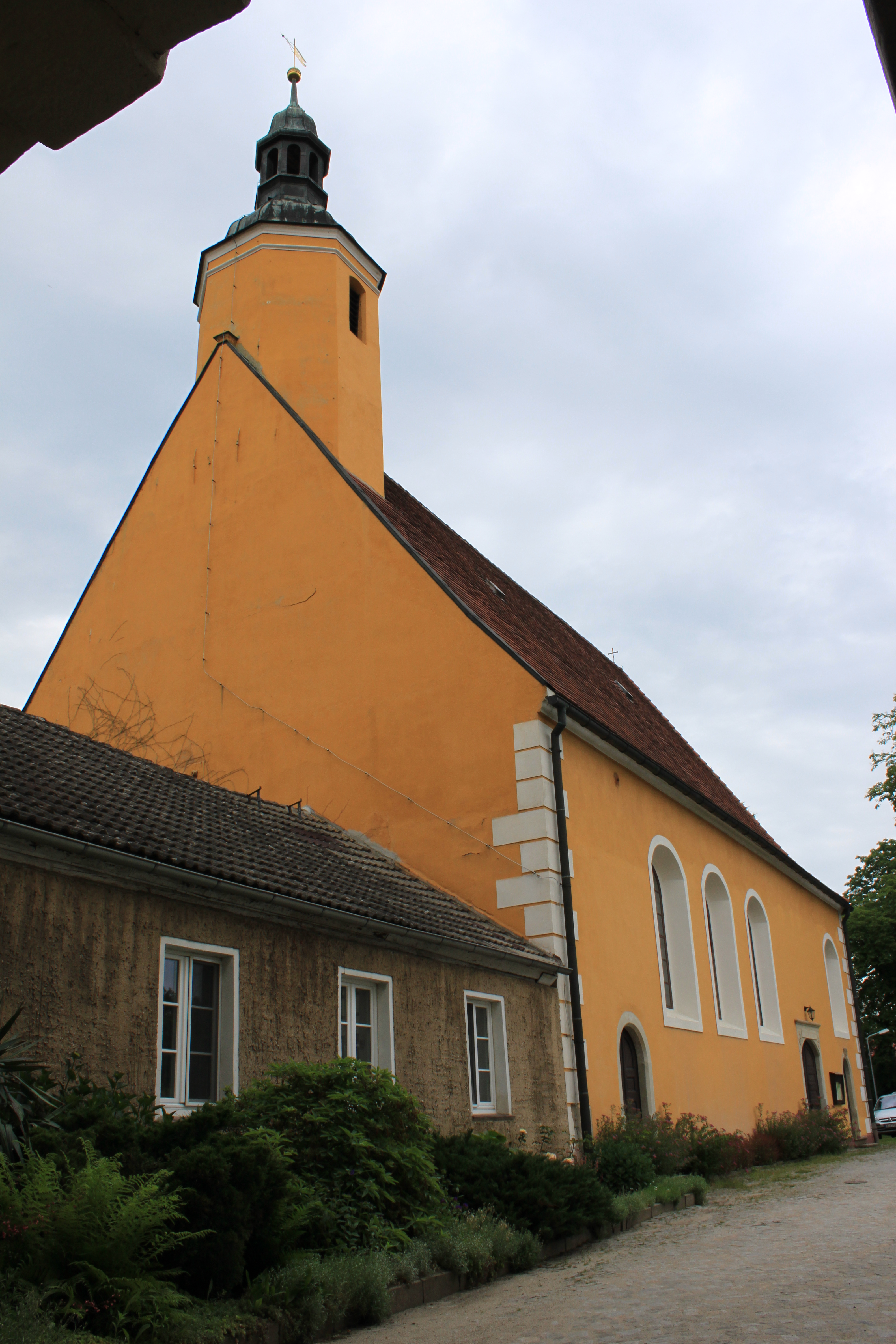
Westgiebel der Schlosskirche

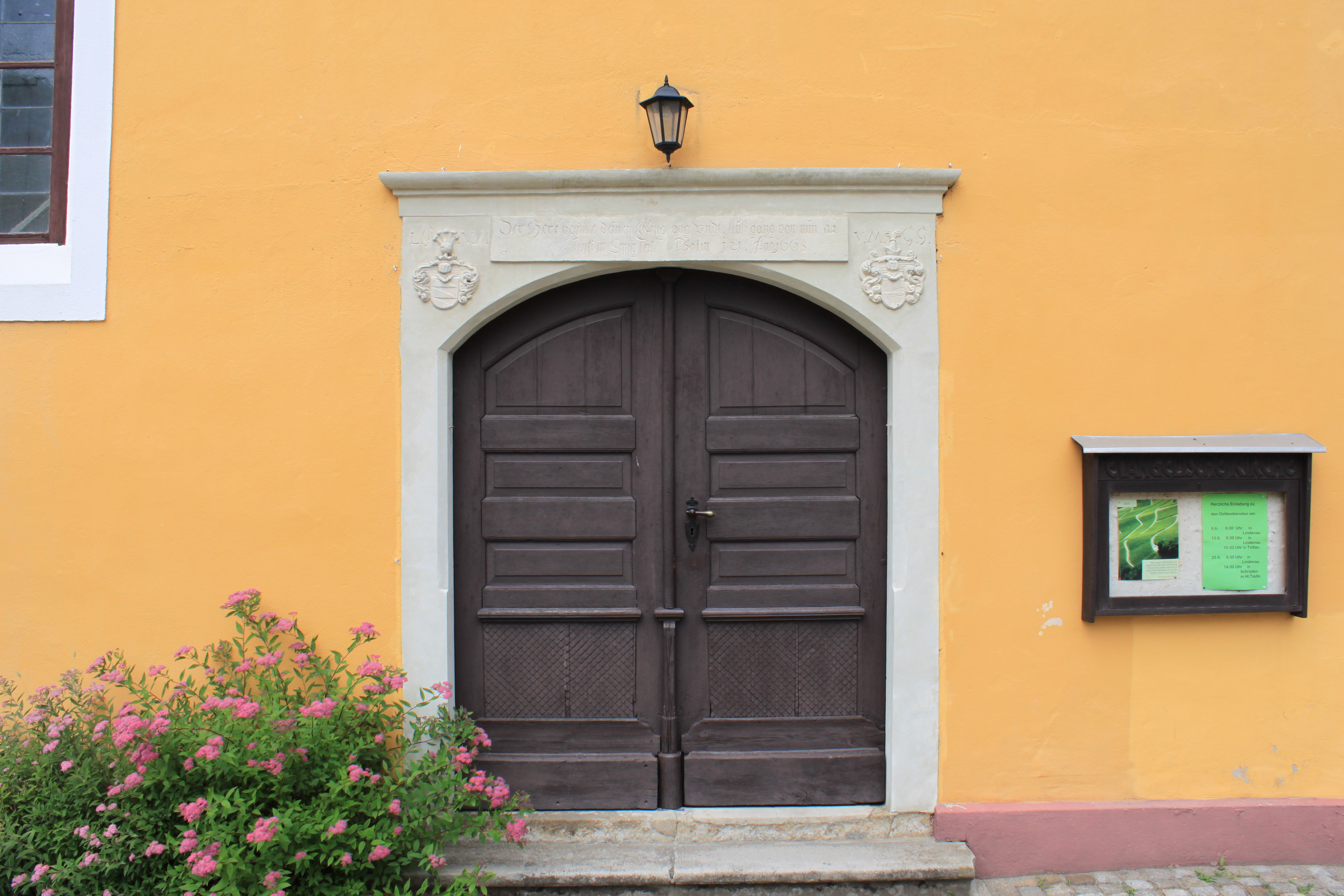
Haupteingang

Bereits für das Ende des 15. Jahrhunderts ist in Lindenau urkundlich nachgewiesen, da sie in der Meißner Bischofsmatrikel des Jahres 1495 erwähnt wird.
Bei der heute in Lindenau zu sehenden Schlosskirche handelt es sich um einen massiven Feldstein- und Ziegelbau. Die Kirche wird auf das Jahr 1668 datiert, wobei nicht ausgeschlossen werden kann, dass beim Bau auch Reste oder Teile eines ursprünglich vorhandenen Vorgängerbaus verwendet wurden. Das Schloss selbst befand sich zu jener Zeit unter der Herrschaft des Adelsgeschlecht von Minckwitz. Loth Gotthard von Minkwitz (1611–1678) ließ bereits im Jahre 1584 den Vorgängerbau des heutigen Wasserschlosses erbauen.
Das Kirchenschiff besitzt einen dreiseitigen Ostschluss. Im Westen des Schiffs besitzt das Bauwerk einen Turm in Form eines oktogonalen Dachreiters mit Schweifhaube, Laterne und Wetterfahne. Im Norden befindet sich ein im 19. Jahrhundert entstandener beziehungsweise erhöhter Logenanbau, welcher in der unteren Etage als Sakristei genutzt dient. Ein Anbau an dieser Stelle ist allerdings bereits auf einer aus dem Jahre 1735 stammenden Karte zu erkennen.

## Ausstattung (Auswahl)
Das Innere der Kirche ist flachgedeckt. Geprägt wird es durch eine vorbarocke Ausstattung. Eine Empore befindet sich an der Südseite, ebenso im Westen, die hier allerdings als Orgelempore dient. Seitlich des Altarraums sind Patronatslogen zu finden. Die Patronatsloge im Norden ist über der Sakristei angeordnet. Diese war für die einstigen Pächter des Lindenauer Gutes gedacht. Die zweigeschossige Patronatsloge an der südlichen Seite diente den Lindenauer Schloss- bzw. Gutsherren.
Die Schlosskirche besitzt einen Altaraufsatz, der inschriftlich aus dem Jahre 1670 und damit aus der Bauzeit stammt. In seiner Mitte ist eine von vier Engeln umgebene gekreuzigte Christusfigur zu sehen. Predella, Hauptfeld und Oberteil des Altars sind mit frommen Sprüchen versehen. An beiden Seiten wird er von Weinlaubsäulen verziert.
Die Christusfigur und die Engel im Hauptfeld waren zwischenzeitlich im Jahre 1843 herausgebrochen und durch ein Gemälde ersetzt worden. Nachdem sie Anfang der 1960er Jahre auf dem Dachboden wieder aufgefunden wurden, folgte eine Rekonstruktion des Altars und seit 1965 vervollständigen diese Figuren den Altar wieder.
Ein weiteres Ausstattungsstück ist eine mit Volutenfüßen und Beschlagwerk versehene Taufe aus dem Jahre 1635. Aus demselben Jahr stammt auch die Kanzel der Kirche, welche einen polygonalen Korb besitzt, der sich auf einer Weinlaubsäule befindet und in dessen Brüstungsfeldern Gemälde der Evangelisten zu sehen sind.
Auf der Westempore befindet sich eine Orgel. Sie kam bei Restaurierungsarbeiten in den Jahren 1841 und 1842 in die Kirche. Geschaffen wurde das mit einem Manual, neun Registern und einer mechanischen Schleiflade ausgestattete Instrument vom Meißner Orgelbauer Friedrich Wilhelm Pfützner. Der mit Vasenaufsätzen versehene Orgelprospekt stammt allerdings bereits aus der Zeit um 1800.

## Grabmäler (Auswahl)
In der Kirche sind eine Reihe von Grabmälern und Epitaphen zu finden. In der südöstlichen Ecke des Chors ist das bemerkenswerteste Grabmal der Kirche zu sehen. Errichtet wurde das Epitaph 1709 für Caspar Ehrenreich von Minckwitz und zwei seiner Söhne. Gestiftet wurde es inschriftlich einst durch Carl Christian von Minckwitz, einem weiteren Sohn des Caspar Ehrenreich von Minckwitz († 1707), dessen eigentliches Grab sich allerdings nicht in der Lindenauer Schlosskirche befinden soll, sondern in der Jakobskirche in Ortrand.
Weitere fünf Grabsteine stammen aus dem 17. Jahrhundert. Zwei davon befinden sich im Boden im Westen des Bauwerks. Insgesamt soll es 15 Grabmäler in der Kirche geben.
- Grabmal für Peter von Hellwigsdorf († 1631)[24]
- Kindergrabstein der Maria von Gersdorf († 1652)
- Grabmal für Loth Gotthard von Minkwitz († 1678)
- Zwei Grabsteine für L. und U. von Minkwitz († 1678)
- Grabmal für Georg Rudolph von Minkwitz († 1697)
- Grabmal für Caspar Ehrenreich von Minckwitz und zwei seiner Söhne (1709)

## Pfarrsprengel Lindenau-Kroppen
Die Lindenauer Schlosskirche diente seit alters her auch schon immer als Dorfkirche. Lindenau bildet heute mit vier weiteren Orten das Pfarrsprengel Lindenau-Kroppen. Außer den Orten Lindenau und Kroppen gehören Tettau (seit 1530), Frauendorf und Schraden (seit 1973) zur Kirchgemeinde. Das Pfarrsprengel gehört seit der Auflösung der Superintendentur Ruhland im Jahre 1998 wieder zur Superintendentur Hoyerswerda.

Weitere Sakralbauten des Pfarrsprengels Lindenau-Kroppen
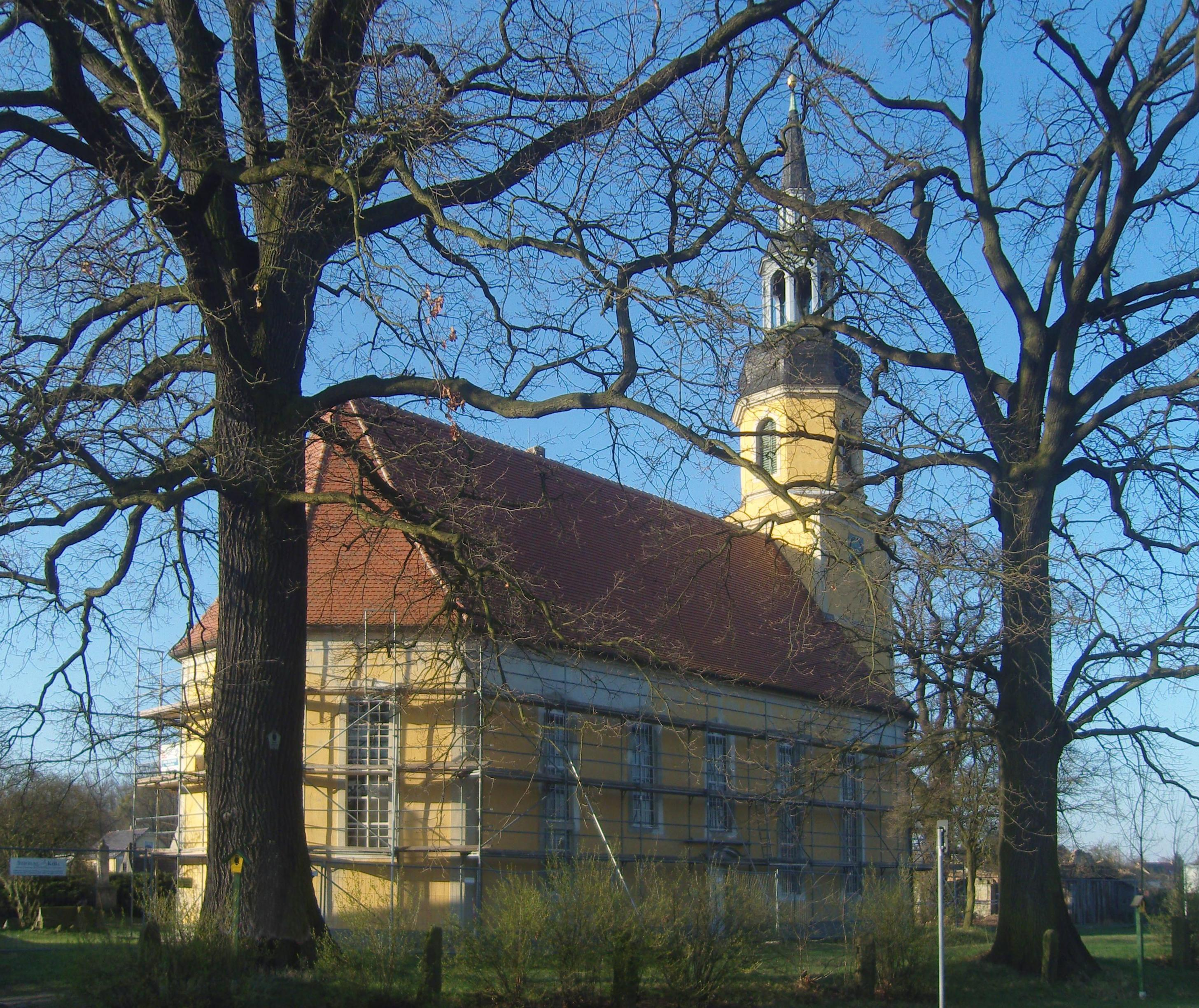
Dorfkirche Kroppen
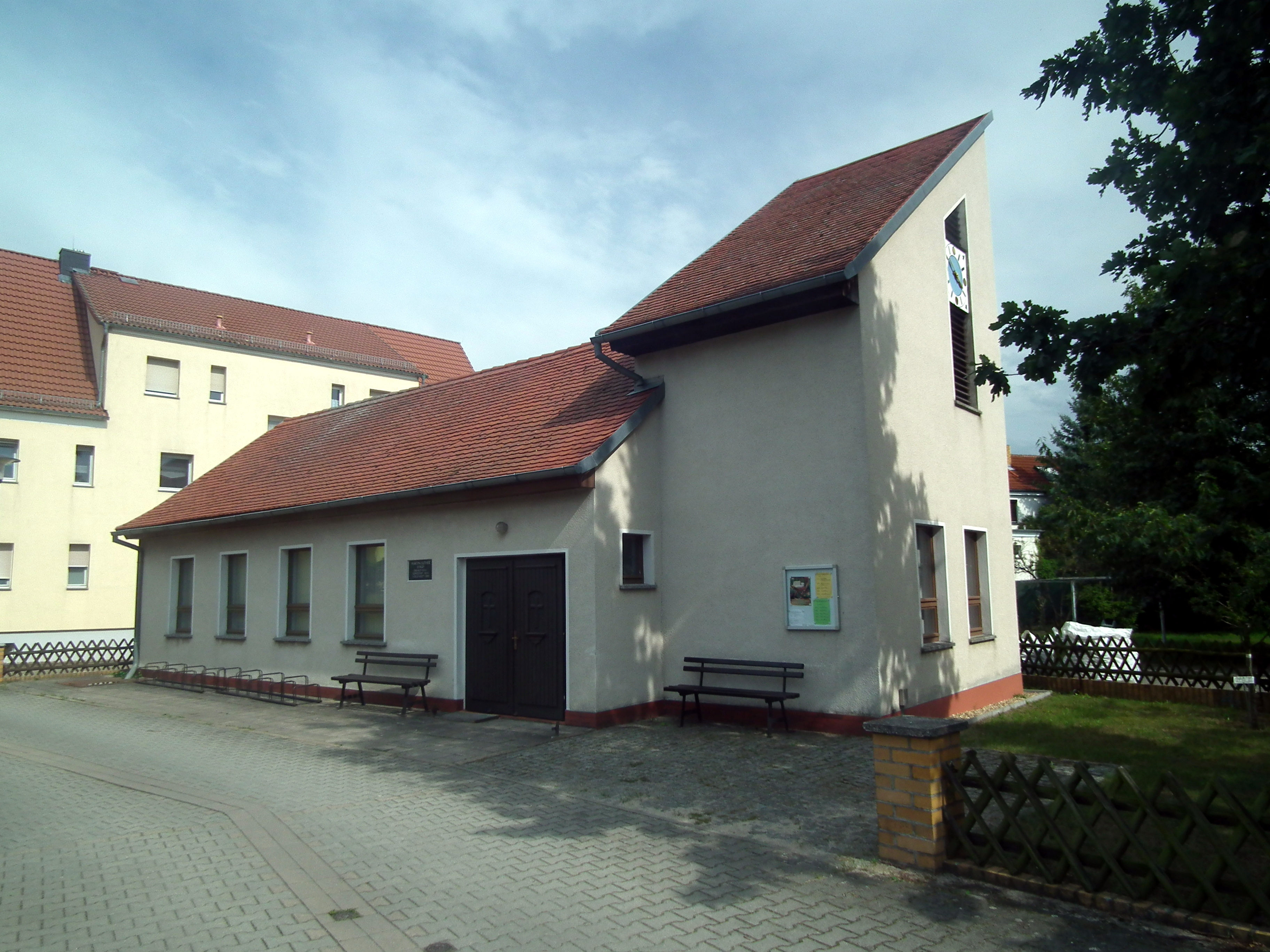
Martin-Luther-Kapelle in Tettau (2014)
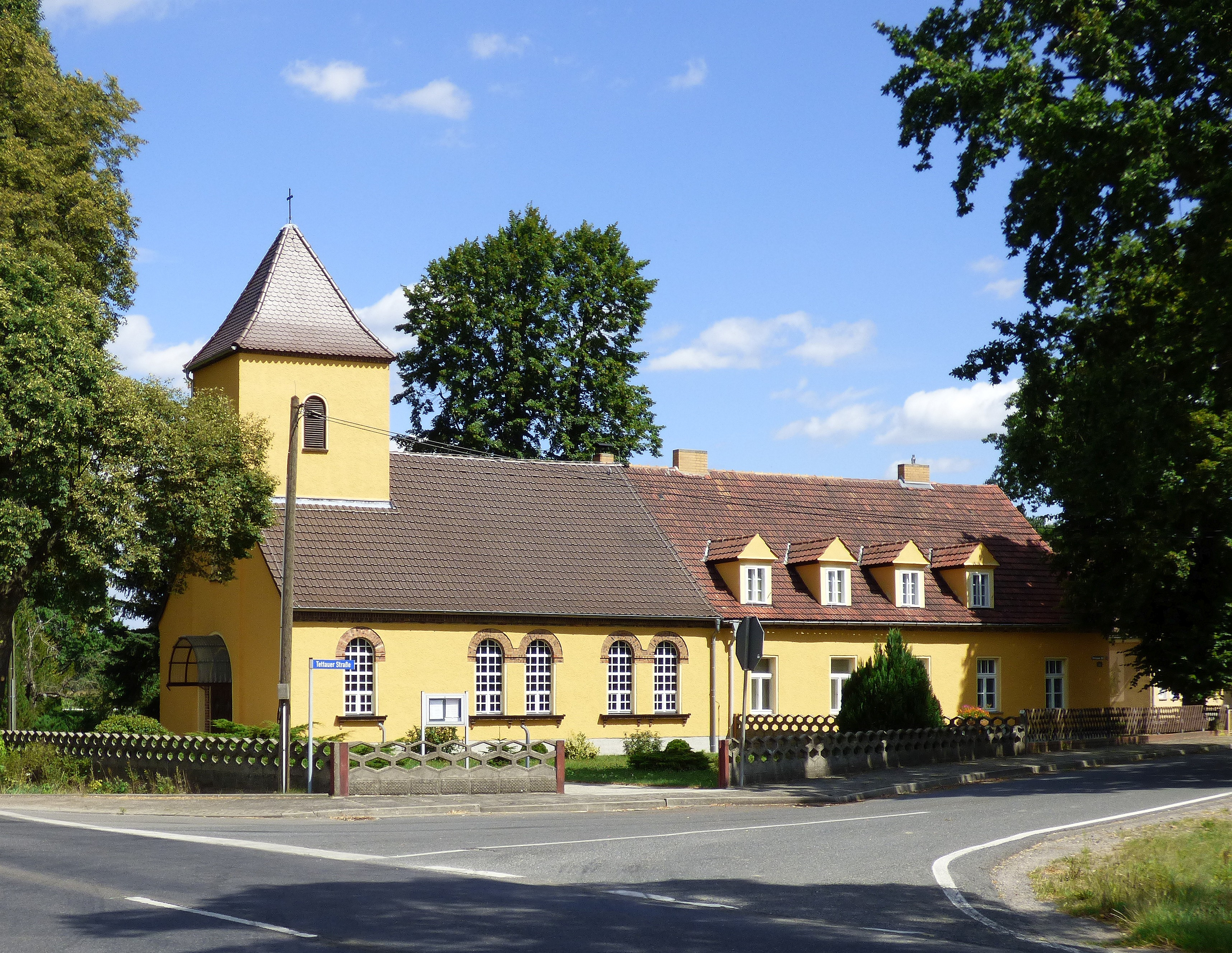
Kirche Schraden (2017)